# كرافيلي
كرافيلي (Caravelli) اسمه الحقيقي كلود فازوري (12 سبتمبر 1930 في باريس بفرنسا) هو ملحن وقائد أوركسترا ومنظم فرنسي. ولد لأب إيطالي وأم فرنسية.

## روابط خارجية
- كرافيلي على موقع IMDb (الإنجليزية)
- كرافيلي على موقع ميوزك برينز (الإنجليزية)
- كرافيلي على موقع ميوزك برينز (الإنجليزية)
- كرافيلي على موقع أول ميوزيك (الإنجليزية)
- كرافيلي على موقع ديسكوغز (الإنجليزية)
- كرافيلي على موقع ديسكوغز (الإنجليزية)
- كرافيلي على موقع قاعدة بيانات الفيلم (الإنجليزية)